# Cyphostemma shinyangense
Cyphostemma shinyangense är en vinväxtart som beskrevs av B. Verdcourt. Cyphostemma shinyangense ingår i släktet Cyphostemma och familjen vinväxter. Inga underarter finns listade i Catalogue of Life.